# Skippy
Skippy, senere Asta, (født 1931/1932, karrieren sluttet 1939) var en ruhåret foxterrier, der blev brugt hundeskuespiller i en række film i 1930'erne.
Skippy er bedst kendt for sin rolle som hunden 'Asta' i detektivkomedien Den tynde mand fra 1934 med William Powell og Myrna Loy i hovedrollerne. Hunden skiftede efter denne film navn til Asta, som var dens navn i filmen, og den blev i de følgende film om 'den tynde mand' krediteret som Asta.

## Karriere
Skippy blev trænet af sine ejere Henry East og Gale Henry East samt Frank og Rudd Weatherwax og Frank Inn. Det er usikkert, hvornår den blev født, men i bogen Dog Stars of Hollywood af Gertrude Orr fra 1936 omtales den som fire et halvt år gammel, hvilket må betyde, at den kom til verden i 1931 eller 1932. 
Som skuespiller var Skippy i stand til at reagere på både mundtlige kommandoer og på håndtegn, hvilket havde stor betydning, når den medvirkede i talefilm. Ifølge Orr begyndte hundens træning, da den var tre måneder gammel, og den medvirkede første gang i en film da den var et år gammel, dvs. i 1932 eller 1933 som statist til at give atmosfære. I Orrs bog er der stillbilleder fra flere film, deriblandt en uidentificeret film med Mae Clarke og Mary Carlisle, It's a Small World (1935) med Wendy Barrie samt Den tynde mand med Irene Dunne.
I Den frygtelige sandhed fra 1937 spiller den 'Mr. Smith', som bliver genstand for en diskussion om, hvem af filmens hovedpersoner, der skal have myndigheden over den. De to hovedpersoner spilles af Irene Dunne og Cary Grant, og på et tidspunkt ser man Grant lege brydekamp med hunden, som han kommer til at kalde Skippy.
I Han, hun og leoparden fra 1938 spiller Skippy 'George', som har en vigtig rolle i filmens forviklinger ved at begrave en dinosaurknogle. I Topper ta'r på tur fra samme år spiller den 'Mr. Atlas. 

## Den tynde mand
Som figur i filmen Den tynde mand var Asta det legesyge kæledyr for Nick og Nora Charles. Den trak dem rundt i byen, når den blev luftet, den gemte sig, når der var fare, og den snusede sig frem til skjulte lig. Dertil siger Nick på et tidspunkt: "Asta, du er ikke en terrier, du er en politihund". Figuren Asta var også med i de følgende film: Efter den tynde mand, Den tynde mands skygge, The Thin Man Goes Home, Song of the Thin Man samt i tv-serien fra 1950'erne med titlen Den tynde mand. 
Filmene var skabt efter Dashiell Hammetts roman Den tynde man; heri var Asta ikke en terrier, men en schnauzer. På grund af filmenes popularitet og Asta-figuren heri steg interessen for at holde terriere som kæledyr i USA meget voldsomt. Skønt Skippy spillede i den oprindelige af filmene, var det ikke den, der spillede i alle filmene om 'den tynde mand'; rollen gik senere til andre hunde af samme race, som var trænet af brødrene Weatherwax eller Frank Inn.

## Filmografi

### Film med Skippy
- Den tynde mand (1934)
- Den store radioudsendelse (1935)
- The Lottery Lover (1935)
- It's a Small World (1935)
- The Daring Young Man (1935)
- Efter den tynde mand (1936)
- Sea Racketeers (1937)
- Den frygtelige sandhed (1937)
- Han, hun og leoparden (1938)
- I Am the Law (1938)
- Topper ta'r på tur (1939)

### Film med hunde, der ligner Skippy som Asta
- Another Thin Man (1939)
- Den tynde mands skygge (1941)
- The Thin Man Goes Home (1944)
- Song of the Thin Man (1947)
- The Thin Man (tv-serie, 1950'erne)